# Гадючий лук широколистный
Гадючий лук широколистный (лат. Muscari latifolium) — многолетнее травянистое растение; вид рода Гадючий лук (Muscari) семейства Спаржевые (Asparagaceae).

## Ботаническое описание
Многолетний геофит, высотой до 15–40, редко 50 см. Стебель длиннее листьев. 
У него обычно один, реже два листа от 7 до 30 см в длину и от 1 до 3 см в ширину, прямостоячие, бахромчатые, широколинейные или обратнояйцевидные. 
Соцветие — колос длиной от 2 до 6 см и шириной 1,5 см. Во время плодоношения оно распускается. Фертильные цветки длиной 5–6 мм и шириной 3 мм, удлинённо-кувшинообразные, чёрно-фиолетового цвета. Лопасти околоцветника длиной около одного мм, бледно-фиолетовые и слегка изогнутые. Стерильные цветки длиной от 4 до 8 мм, бледно-фиолетового или синего цвета.
Период цветения в Северном полушарии — с апреля по май.
Число хромосом 2n = 18.

## Распространение
Вид встречается на юге и западе Турции в редких сосновых лесах на высоте 1100—1800 метров.
Изредка используется как декоративное растение в цветочных бордюрах. Вынослив до 5-й зоны морозостойкости USDA.
Удостоен награды Award of Garden Merit Королевского садоводческого общества.